# 臺灣礦業鐵路

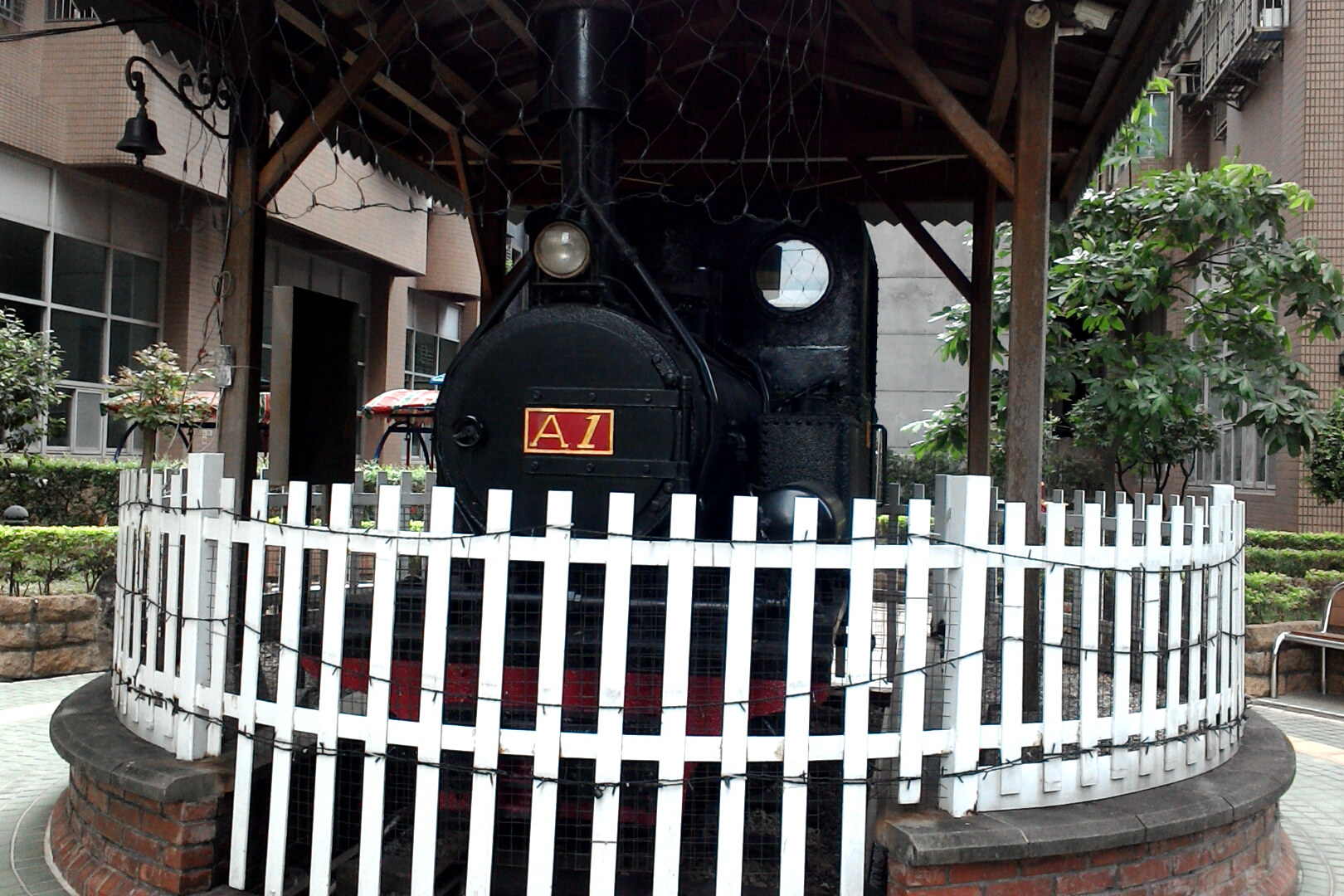
三峽炭礦A1號蒸汽機車。

臺灣礦業鐵路指的是臺灣礦業所使用的產業鐵路系統，其歷史最早可追溯到1876年（清光緒2年）在基隆八斗子煤礦興建的鐵路，為臺灣最早的鐵路。礦區內幾乎都鋪設有鐵道以運送礦坑挖出來的礦物，而這些鐵道有部分會向外延伸，成為地區重要的交通途徑。但是臺灣礦業在1980年代（民國60、70年代）的煤山煤礦、海山煤礦災變後快速沒落，礦業鐵路隨之失去作用。
目前台灣礦業鐵路僅一條路線仍在行駛，即新北市平溪區新平溪煤礦博物園區的動態保存礦業鐵路。
另外，基隆煤礦的3號、6號蒸汽機車則在報廢後被日本人買去，於成田夢牧場（日语：成田ゆめ牧場）內的鐵道行駛。